# Marumona
Marumona là một chi bướm đêm thuộc họ Geometridae.